# Donoussa
Donoussa (in greco Δονούσα, Donousa o Δενούσα, Denousa) è un'isola delle Piccole Cicladi. Si trova a 9 miglia nautiche da Nasso ed è circondata da scogli ed isolotti.
Donousa è stata abitata nell'era arcaica come hanno dimostrato scavi nelle località Myti Achtià e Vathi Limenari. Durante l'epoca romana fu luogo di confino. Virgilio fa riferimento all'isola nell'Eneide. Nel medioevo fu un covo di pirati.
Secondo la mitologia fu il luogo dove Dioniso nascose Arianna quando Teseo l'abbandonò a Nasso.
Dal punto di vista amministrativo è una ex comunità della Grecia nella periferia dell'Egeo Meridionale (unità periferica di Nasso) con 163 abitanti secondo i dati del censimento 2001.
È stata soppressa a seguito della riforma amministrativa, detta Programma Callicrate, in vigore dal gennaio 2011 ed è ora compresa nel comune di Nasso e Piccole Cicladi.
Il centro principale dell'isola è Stavros o Kampos. Altri centri sono Trulos, Mesarià o Charavy, Mersini e Kalotaritissa.
Nonostante le sue dimensioni minute ed il fatto che sia battuta da forti venti, Donousa vanta alcune presenze turistiche provenienti per lo più dal Nord Europa.
L'unica strada asfaltata dell'isola corre, ad anello, lungo la costa.